# Expedición Discovery

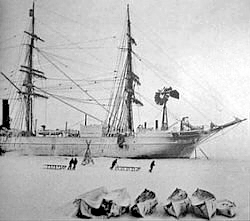
La Expedición Discovery fue la primera hecha por británicos en la Antártida durante el.

La expedición antártica británica de 1901-1904 (conocida también como Expedición Discovery) fue la primera expedición oficial realizada por británicos en la Antártida en el siglo XX, tras los periplos de James Clark Ross llevados a cabo de 1839 a 1843. Su organización recayó en un comité integrado por representantes de la Royal Society y la Royal Geographical Society (RGS), cuyo objetivo era efectuar investigaciones científicas y exploraciones geográficas en lo que, para esa época, representaba «un continente aún por explorar». La mayoría de los exploradores que participaron en ella han sido reconocidos como importantes figuras en el llamado «período heroico antártico», entre los que se destacan Robert Falcon Scott (que encabezó la expedición), Ernest Shackleton, Edward Adrian Wilson, Frank Wild, Tom Crean y William Lashly. El barco de la expedición, el RRS Discovery, fue construido específicamente para operar en el medio antártico y fue una de las últimas embarcaciones de triple mástil de madera en construirse en Reino Unido.
Sus hallazgos científicos tuvieron una gran repercusión en la geología, con el descubrimiento de los valles secos de McMurdo, en la zoología, con el descubrimiento de la colonia de pingüinos emperador en el cabo Crozier, y en la biología, la meteorología y el magnetismo. Respecto a las hazañas geográficas, sobresalieron los hallazgos de la península de Eduardo VII y la meseta Antártica, esta última después de seguir la ruta de las montañas Transantárticas. Sin embargo, la expedición no realizó un intento serio por llegar al Polo Sur, aunque alcanzó el punto más al sur —Farthest South— en la latitud 82°17′ S.
Considerada como precursora para futuras expediciones, la Expedición Antártica Británica marcó un hito en la historia de las exploraciones británicas efectuadas en la región antártica. Una vez concluida, se la catalogó como un rotundo éxito, aun después de haber requerido de una costosa misión para liberar, en su momento, al barco Discovery y a su tripulación del hielo, al igual que por una serie de disputas surgidas en torno a la veracidad de algunos de sus logros. Algunos científicos han llegado a la conclusión de que la principal falla del proyecto consistió en su incapacidad para hacer uso de mejores técnicas y lograr así un eficiente viaje polar, esencialmente el manejo de esquíes y perros, una deficiencia que persistiría en las siguientes expediciones británicas a la Antártida realizadas durante el «período heroico».

## Contexto de la expedición

### Antecedentes

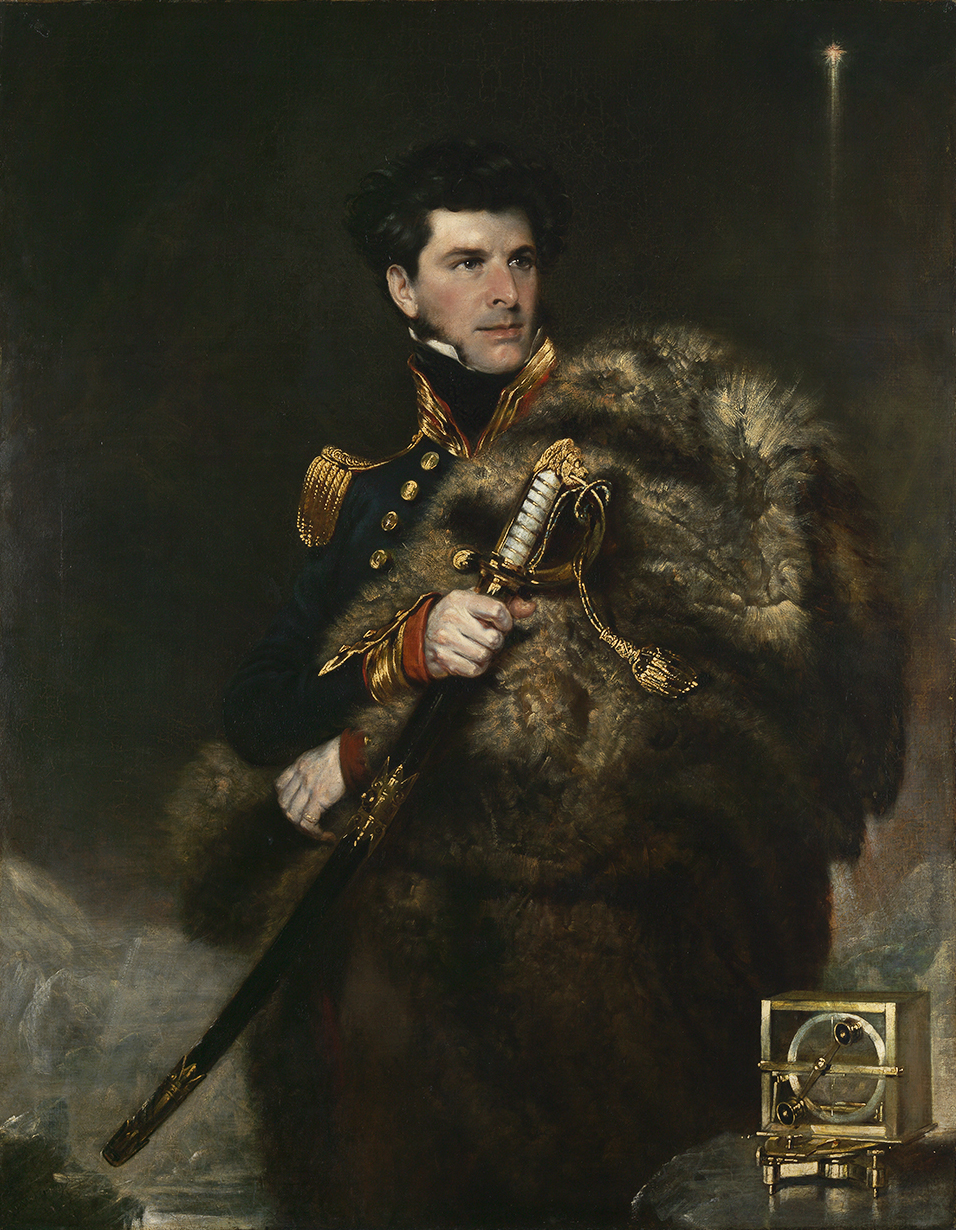
Sir James Clark Ross, descubridor del mar de Ross, la barrera de hielo de Ross y el estrecho de McMurdo.

Entre 1839 y 1843, James Clark Ross —el entonces capitán de la Marina Real británica— completó una serie de tres viajes hacia el continente antártico al mando de los barcos HMS Erebus y HMS Terror. Fue en esta época que descubrió un nuevo sector de la Antártida —que después pasaría a ser explorado por futuras expediciones británicas, como la del barco RRS Discovery—, y logró establecer la cartografía general del continente además de bautizar a la mayor parte de la superficie descubierta. Sus hallazgos más notables fueron el mar de Ross, la barrera de hielo de Ross, la isla de Ross, la Tierra de Victoria, el estrecho de McMurdo, el cabo Crozier y los volcanes gemelos monte Erebus y monte Terror. Volvió varias veces a la barrera de hielo con el fin de penetrarla, aunque no sería capaz de lograrlo, alcanzando su máximo trayecto hacia el sur en 78°10′ S, en febrero de 1842. Sus sospechas le hicieron creer que hacia el este de la zona habría indicios de tierra firme, aunque nunca pudo confirmarlo con certeza.
Tras los periplos de Ross, no se tiene conocimiento de algún otro recorrido que superara el máximo trayecto al sur alcanzado por Ross, en por lo menos las siguientes cinco décadas. No fue sino hasta enero de 1895, cuando una embarcación ballenera proveniente de Noruega llegó al cabo Adare —el punto ubicado más al norte de la Tierra de Victoria—, que esta región de la Antártida fue explorada de nuevo por el ser humano. Cuatro años después, en 1899, el profesor Carsten Borchgrevink —quien había participado en el desembarco del ballenero Antarctic— decidió llevar a cabo una expedición a bordo del barco Southern Cross. Su comisión fue financiada por una donación de 35 000 GBP provenientes del editor magnate sir George Newnes, quien estableció que una de las condiciones sería que la misión llevaría el nombre oficial de «Expedición Antártica Británica». Tras desembarcar en cabo Adare, Carsten edificó una pequeña cabaña para pasar ahí el invierno de 1899. Así, llegado el verano de 1900, comenzó su excursión al navegar hacia el sur y llegar a la ensenada de la barrera de hielo de Ross. Finalmente, un trío de exploradores incursionó por medio de un trineo en la superficie de la barrera, para alcanzar un nuevo Farthest South en 78°50′ S.
La idea de llevar a cabo la Expedición Discovery surgió a finales del siglo XIX y a principios del siglo XX, una época en la que había un gran interés en explorar las regiones antárticas. Para cuando la Expedición Discovery emprendió su viaje, unos días después también lo hacía una expedición alemana bajo el comando de Erich von Drygalski, cuyo propósito era explorar la costa de Kemp. Asimismo, el explorador sueco Otto Nordenskjöld dirigía una expedición hacia la Tierra de Graham, mientras que una expedición francesa dirigida por Jean-Baptiste Charcot se preparaba para ir a la península Antártica. Aunado a las anteriores comisiones, el científico escocés William Speirs Bruce se encontraba preparando una expedición de carácter científico al mar de Weddell.

### La Marina Real británica, Markham y Scott

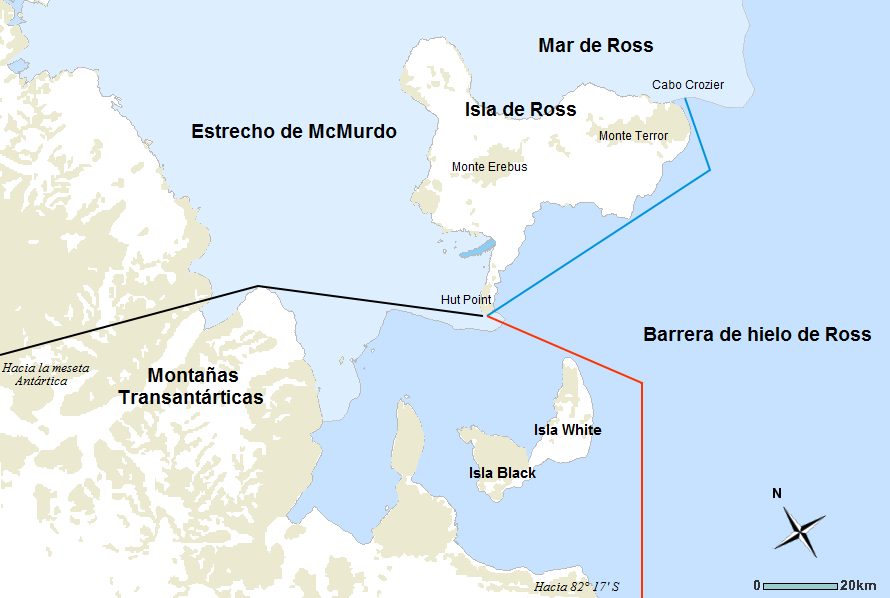
Mapa del área de trabajo de la Expedición Discovery, incluidas las tres rutas de las exploraciones realizadas por sus miembros. Línea roja: viaje hasta el Farthest South (noviembre de 1902-febrero de 1903); línea negra: viaje a través de las montañas Transantárticas hasta la meseta Antártica (octubre-diciembre de 1903); línea azul: viajes al punto de mensaje y la colonia de los pingüinos emperador en el cabo Crozier (octubre de 1902-septiembre de 1903).

Por la influencia de John Barrow, segundo secretario del Almirantazgo, la exploración polar se había vuelto una actividad tradicional de la Marina Real británica tras las guerras Napoleónicas. El interés disminuiría tras la pérdida que significó la expedición de John Franklin, quien había zarpado de Inglaterra en 1845 a bordo de los barcos de Ross, Erebus y Terror, en búsqueda del paso del Noroeste. Nunca más se supo de él ni de sus acompañantes. De manera similar, la expedición antártica de 1874-76 de George Nares tuvo resultados desastrosos —tras esto, Nares declaró que el Polo Norte era «[un destino] no factible»—, por lo que al final el Almirantazgo determinó que nuevas expediciones antárticas serían peligrosas, costosas e inútiles.
El entonces secretario de la RGS Clements R. Markham —quien luego asumiría el puesto de presidente— era un exmarino que había participado en una de las expediciones para encontrar a Franklin en 1851, además de haber acompañado a Nares en dicha expedición, por lo cual era partidario de las comisiones hechas por la Marina Real asumiendo su importancia histórica. Una oportunidad le fue presentada a finales de 1893, cuando el notable biólogo sir John Murray, quien había visitado las costas antárticas en los años 1870 con la Expedición Challenger, contactó a la RGS para realizar una expedición antártica a gran escala con el fin de «beneficiar a la ciencia británica». Aunado a ello presentó un documento titulado «The Renewal of Antartic Exploration» (traducción: «La reanudación de la exploración antártica»). Su propuesta contó con bastante apoyo, encontrándose entre sus simpatizantes Markham y la institución científica principal del país, la Royal Society. Un comité representativo de las dos sociedades se estableció luego para decidir los principales puntos relacionados con la expedición. La visión de Markham sobre una aventura naval desarrollada en su totalidad antes de su partida (similar al estilo usado por Ross y Franklin) sería rechazada por algunas secciones del comité, aunque su tenacidad fue tal que al final la expedición abarcó varios puntos similares a su idea original. Su primo y biógrafo escribiría tiempo después que la expedición surgió «por la creación de su cerebro [refiriéndose a su primo...es el] producto de su energía persistente».
Una práctica que Markham había llevado a cabo desde hacía tiempo era tomar nota de los marinos jóvenes que, a su criterio, lucieran capaces de asumir las responsabilidades de una expedición polar, esto cuando la oportunidad se presentara. Así, conoció por primera vez al entonces guardiamarina Robert Falcon Scott en 1887, mientras este servía en el HMS Rover en la isla de San Cristóbal. Trece años después, Scott —para entonces un teniente del HMS Majestic— se encontró con Markham en Londres y este le ofreció la dirección de la expedición. Scott siempre fue una de las opciones para esto en los planes de Markham, aunque no necesariamente había sido su primera elección. Fue elegido luego de que los candidatos mejor favorecidos estuvieran ya demasiado viejos para asumir el mando, o simplemente no estuviesen disponibles en ese entonces. Una vez que se tuvo el respaldo de Markham al respecto, el nombramiento oficial de Scott tuvo lugar el 25 de mayo de 1900, casi al mismo tiempo que ocurriera su promoción al rango de comandante.

### La ciencia contra la aventura
El orden estructural de la expedición aún seguía sin resolverse. Markham determinó desde el comienzo que el líder de la expedición debía ser un oficial de marina, no un científico. Scott, en un texto que le escribió a Markham tras su nombramiento, reiteró que él «debía tener el control total de la nave y de su tripulación», e insistió en ser consultado sobre todos los nombramientos futuros. Sin embargo, el comité ya había nombrado, con la aquiescencia de Markham, a John Walter Gregory, profesor de Geología en la Universidad de Melbourne y antiguo asistente en el Museo Británico, como el director científico de la expedición. La visión de Gregory, aprobada por la facción de la Royal Society en el comité, era que la organización y el control de la tripulación debían de estar en sus manos: «[...] El Capitán será instruido para dar la asistencia necesaria en el dragado, en el remolque de redes, etc., para colocar los botes donde sea necesario a disposición del personal científico». En la disputa que siguió a lo anterior, Markham argumentó que el control de Scott sobre la expedición debía de ser total e inequívoco, e incluso el mismo Scott se mostró insistente en esto hasta el punto de escudarse bajo su renuncia. Las visiones de Scott y de Markham prevalecieron, por lo cual Gregory renunció al mencionar que el trabajo científico no debía estar «subordinado a la aventura naval».
Esta controversia estropeó las relaciones entre las sociedades, situación que prevaleció incluso una vez finalizada la expedición reflejándose directamente en las críticas hechas a la extensión y calidad de algunos de los resultados publicados. Markham expresó que su insistencia en el orden naval se trató primordialmente de un problema de tradición y de estilo, más allá de ser una falta de respeto hacia la ciencia. Dejó también en claro su creencia de que la mera obtención de una mayor latitud en relación con sus predecesores «no era algo digno de apoyo».

## Personal

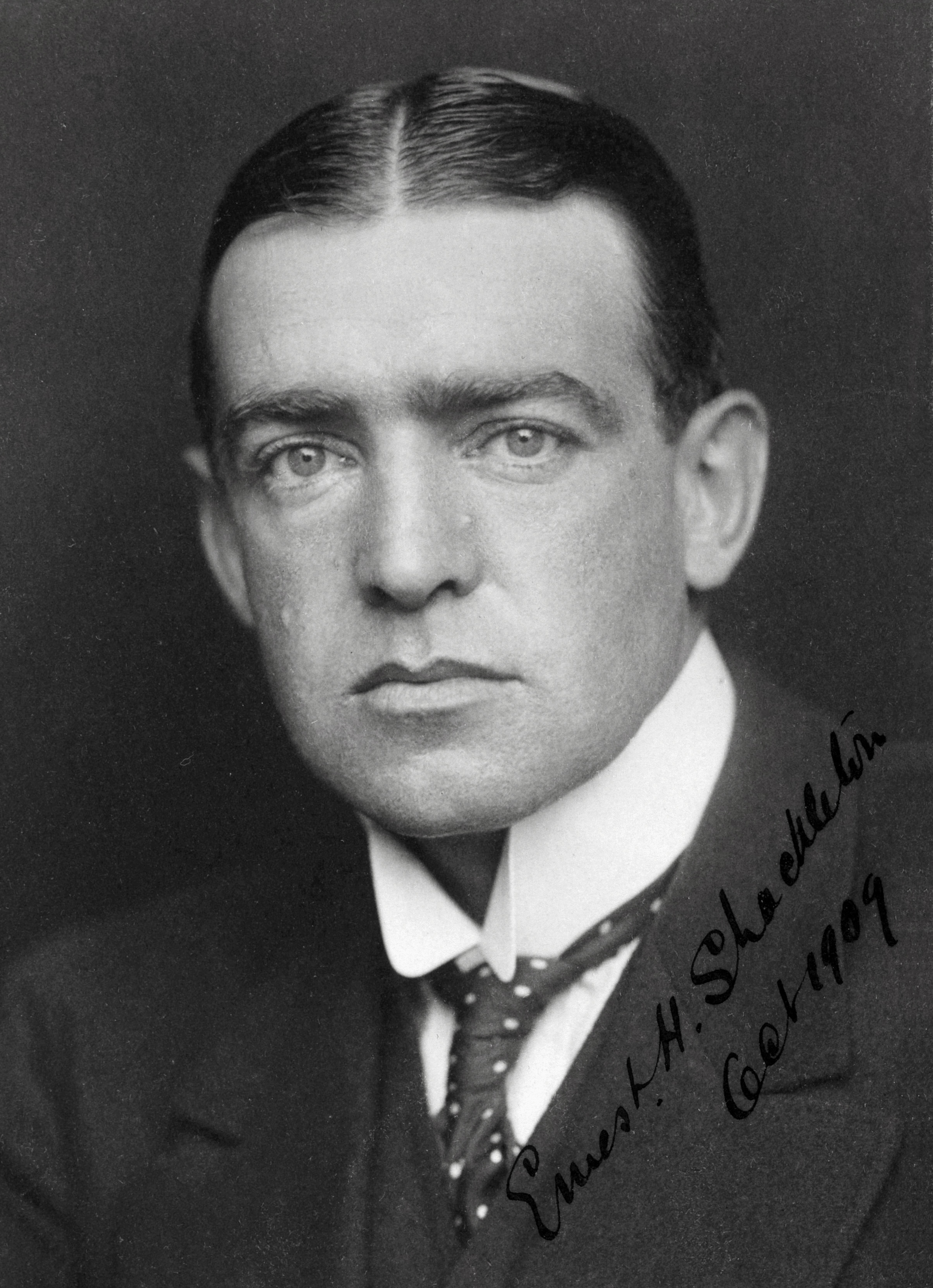
Ernest Shackleton, tercer oficial de cubierta del Discovery.

Markham quería una expedición con elementos de la Marina Real previo a su partida, aunque fue advertido por el Almirantazgo de que «las actuales exigencias del servicio marino les impedirían los préstamos de oficiales...». No obstante, el Almirantazgo accedió a dejar que Scott y Charles Royds, así como Michael Barne y Reginald Skelton se unieran a la tripulación. Los oficiales restantes que conformaron la expedición provenían de la Marina mercante, y entre ellos se incluyen Albert Armitage, segundo al mando de la comisión que ya poseía experiencia en las expediciones polares al haber participado en una exploración al ártico con Frederick George Jackson, y Ernest Shackleton, designado como tercer oficial de cubierta a cargo del compartimiento de carga, los víveres y las provisiones, así como responsable de organizar los espectáculos de entretenimiento. El Almirantazgo también cedió a veinte contramaestres y marinos, con lo que el resto de la tripulación lo conformaron integrantes del servicio mercantil y civiles. Entre los que fueron asignados a la cubierta inferior se encontraban aquellos que se habían convertido en veteranos incluyéndose Frank Wild, William Lashly, Tom Crean (quien se unió a la expedición tras la deserción de un marino en Nueva Zelanda), Edgar Evans y Ernest Joyce. Aunque la expedición no consistió en un proyecto oficial de la Marina Real, Scott propuso llevarla a cabo bajo los lineamientos de la Marina y aseguró el acuerdo voluntario de la tripulación para trabajar bajo la Ley de Disciplina Naval.
Por otra parte, el cuerpo científico estaba conformado por personal inexperto. El nombramiento del Dr. George Murray, sucesor de Gregory como el director científico de la expedición, se debió a que viajó hasta Australia (de hecho, abandonó su nave en Ciudad del Cabo), usando el viaje para capacitar a los científicos que lo acompañaban, sin asumir ningún rol detallado en la expedición. El único científico que tenía experiencia en este tipo de comisiones era Louis Bernacchi, quien había trabajado con Borchgrevink como analista meteorólogo. El geólogo de la expedición, Hartley Ferrar, era un recién graduado de Cambridge de 22 años de edad el cual Markham consideraba que «podría convertirse en un hombre». El biólogo marino Thomas Vere Hodgson, del museo y galería de arte de la ciudad de Plymouth, era una figura más madura y era el de mayor edad de los dos doctores, mientras que Reginald Koettlitz, a sus 39 años, era el más viejo de la expedición entera. Él, al igual que Armitage, había participado en la expedición conjunta de Jackson-Harmsworth. El doctor más joven era el zoólogo Edward Wilson, quien era amigo de Scott y contaba con las cualidades de tranquilidad, paciencia y objetividad que el capitán carecía.

## Organización y objetivos

### Financiamiento
El costo total de la Expedición Discovery fue de aproximadamente 90 000 de libras esterlinas (cifra equivalente en 2009 a 7,25 millones de libras), de los cuales 45 000 de libras fueron ofrecidos por el gobierno británico siempre y cuando las dos sociedades pudieran juntar una suma equivalente. El que lograran ambas sociedades este objetivo se debió principalmente a una donación de 25 000 libras hecha por el millonario miembro de la RGS sir Llewellyn Longstaff. La RGS en sí contribuyó con 8000 de libras, su mayor contribución a alguna expedición hasta entonces, mientras que 5000 libras provinieron de Alfred Harmsworth (luego conocido como Lord Northcliffe) que anteriormente había financiado la expedición de Jackson-Harmsworth al Ártico, entre 1894 y 1897. El resto de la aportación se logró recaudar a partir de pequeñas donaciones. Cabe señalarse que la expedición también se benefició de un significativo patrocinio comercial: Colman's proporcionó mostaza y harina, Cadbury's le dio 3500 libras (equivalentes a 1600 kg) de chocolate, Jaeger le ofreció un 40 % de rebaja sobre el precio de la vestimenta especial para la tripulación y Bird's (polvos para hornear), Bovril (extracto de carne) y otros realizaron también aportaciones significativas a la causa.

### RRS Discovery

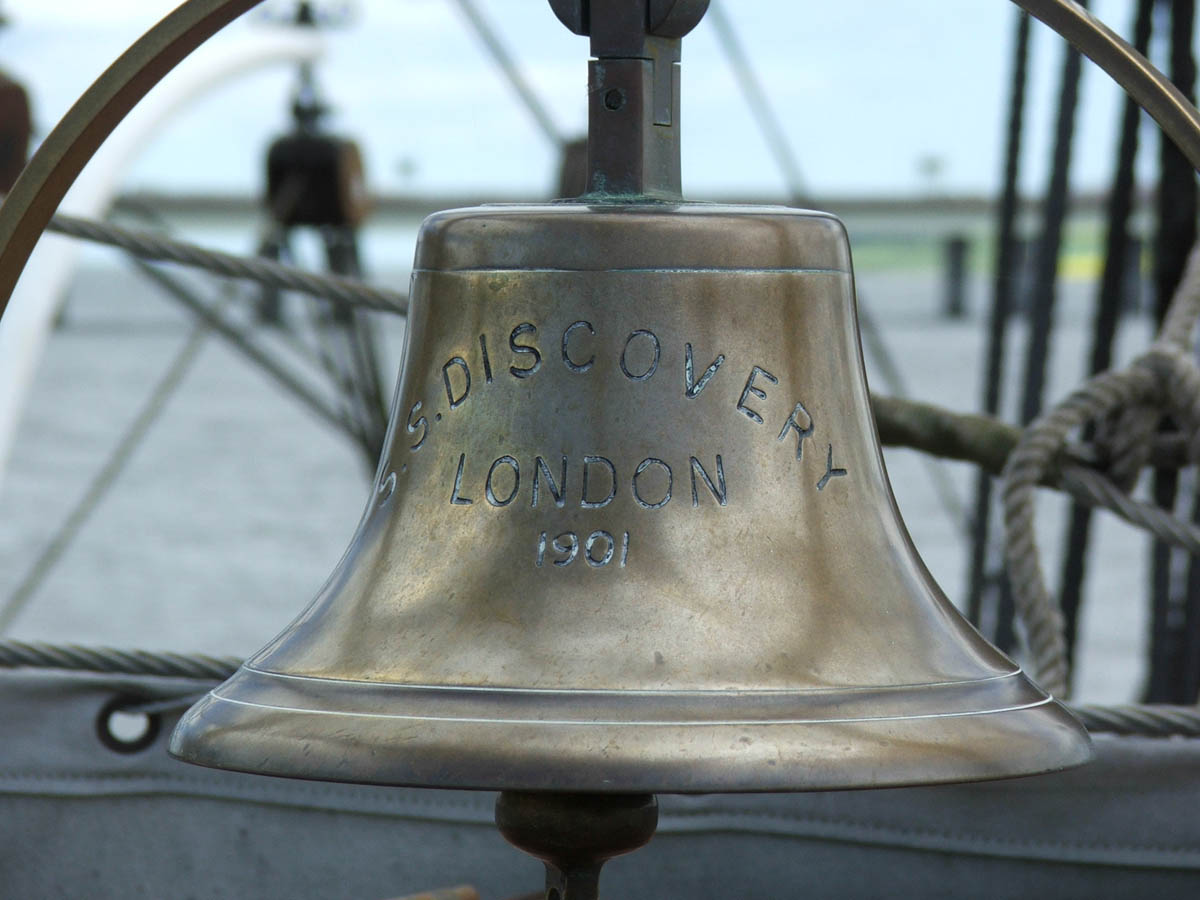
La campana del barco RRS Discovery.

El barco de la expedición fue construido por la empresa Dundee Shipbuilders Company siendo un barco especializado en la investigación diseñado para trabajar en aguas antárticas, convirtiéndose en uno de los últimos barcos de triple mástil de madera en construirse en territorio británico. El costo de su construcción se estimó en 34 050 libras (equivalente a 2,7 millones libras en 2009), más 10 322 libras (830 000 libras) por los motores, siendo el costo final de 51 000 libras (4,1 millones libras) si se consideran todas las modificaciones. El nombre tenía vínculos con pasajes históricos navales, más recientemente con uno de los barcos utilizados en la expedición de Nares, incorporándose ciertas características del viejo barco usado en dicha expedición para el diseño del barco para esta nueva misión.
El barco fue botado por lady Markham el 21 de marzo de 1901 con el nombre de SS Discovery (el mote de «Royal Research Ship», barco real de investigación, lo adquirió en los años 1920). Debido a que no era un barco de la Marina Real, el Almirantazgo no permitió que el Discovery portara la enseña de San Jorge. Por lo tanto, el barco navegó finalmente de acuerdo con la Ley de la Marina Mercante, usando la bandera insignia de la RGS y la insignia azul y la grímpola del club de yates Royal Harwich.

### Objetivos
Al igual que las expediciones predecesoras de Ross y Borchgrevink, la Expedición Discovery tenía contemplado primordialmente el sector del mar de Ross de la Antártida. Aunque se consideraron otras áreas del continente, tenían el concepto de que «para ir hacia lo desconocido debían empezar desde lo conocido». Los dos objetivos principales de la expedición se resumieron en las «Instrucciones para el comandante» del comité: «para determinar, lo más que se pueda, la naturaleza, condiciones y extensión de la porción de las tierras del Polo Sur que se halla incluido en el alcance de su expedición» y «para hacer un estudio magnético desde las regiones del sur hasta el sur del paralelo cuarenta y llevar a cabo investigaciones meteorológicas, oceanográficas, geológicas, biológicas y físicas». Las instrucciones estipulaban que el logro de «ninguno de esos objetivos debía depender uno del otro».
Las instrucciones referentes a los objetivos geográficos se hicieron más específicas: «Los principales puntos de interés geográfico son [...] para explorar la barrera de hielo de sir James Ross hasta su extremo oriental; para descubrir la tierra que Ross creía que se hallaba a un costado de la barrera hacia el este, o para certificar que no existe [...] Si se decide pasar el invierno en el hielo... sus esfuerzos referentes a la exploración geográfica deben estar dirigidos a [...] un avance hacia las montañas occidentales, un avance hacia el sur y una exploración de la región volcánica».

## Expedición

### Primer año

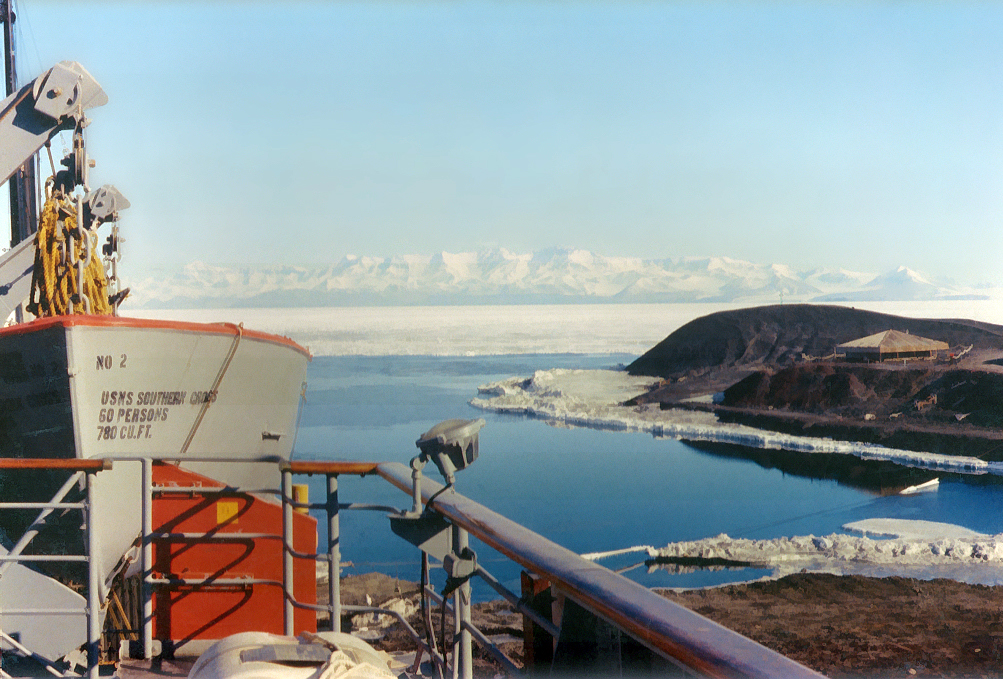
Fotografía moderna del viejo fondeadero del Discovery en Winter Quarters Bay, estrecho de McMurdo, junto al campamento instalado en Hut Point al fondo a la derecha.

#### Viaje de ida
El Discovery partió de Cardiff el 6 de agosto de 1901, y llegó a Nueva Zelanda por medio de Ciudad del Cabo el 29 de noviembre, tras un desvío por debajo de 40° S para un estudio magnético. Después de tres semanas de preparación final, el barco quedó listo para retomar su travesía hacia el sur. El 21 de diciembre, ocurrió un accidente cuando la tripulación abandonaba el puerto de Lyttelton ante los aplausos de largas multitudes de gente, ya que un joven marinero, Charles Bonner, murió al caer desde la punta del palo mayor, el cual había escalado para regresarle el aplauso a la gente que los despedía. Fue enterrado dos días después en Port Chalmers.
Posteriormente, el Discovey navegó hacia el sur, llegando al cabo Adare el 9 de enero de 1902. Después de una breve escala para examinar los restos del campamento de Borchgrevink, el barco continuó su trayecto al sur a lo largo de la costa de la Tierra de Victoria. En el estrecho de McMurdo, el barco viró al este, volviendo a desembarcar en cabo Crozier donde se instaló un «punto de mensaje» preestablecido con tal de que las embarcaciones de ayuda pudieran ubicar la expedición en caso de ser necesaria su intervención. Luego el Discovery siguió la barrera hasta su extremo este donde, el 30 de enero, se confirmó la tierra presuntamente concebida por Ross, siendo bautizada como península de Eduardo VII.
El 4 de febrero, Scott desembarcó en la barrera y desempaquetó un globo de observación que había adquirido para llevar a cabo investigaciones aéreas. Posteriormente, subió a bordo del globo y ascendió rápidamente a más de 600 pies (183 m) en el globo firmemente atado. Le siguió Shackleton con un segundo vuelo. Ambos pudieron observar que la superficie de la barrera era interminable. Wilson pensó personalmente que los vuelos habían sido una «locura perfecta».

#### Winter Quarters Bay

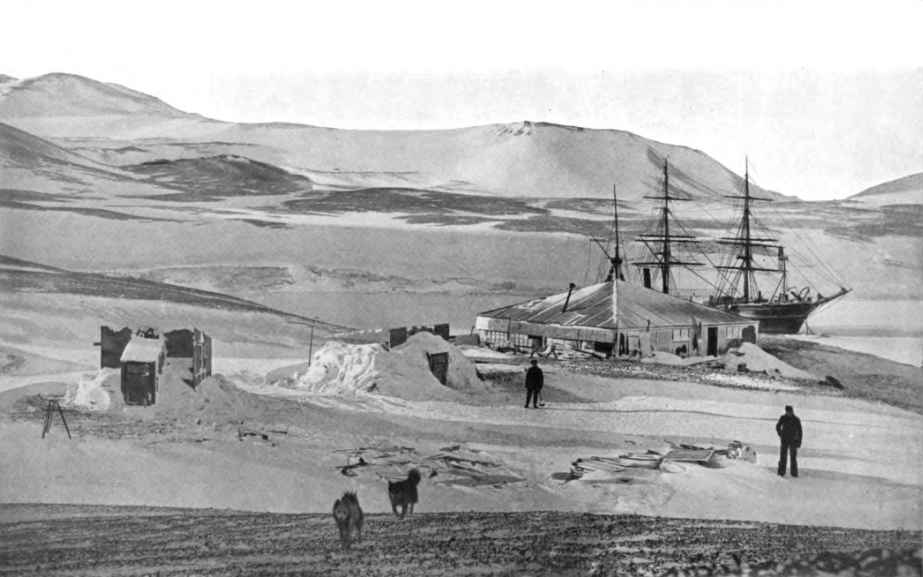
Campamento de la expedición Discovery.

Posteriormente, el Discovery navegó hacia el occidente en búsqueda de alojamiento permanente. El 8 de febrero, ingresó al estrecho de McMurdo y, más tarde ese mismo día, ancló en un punto cercano a su límite sur que luego sería bautizado como Winter Quarters Bay. Wilson escribió: «Todos nos percatamos después de nuestra extrema buena fortuna al ser conducidos a un alojamiento invernal como este, seguro para el barco, con un perfecto refugio contra toda la presión del hielo». No obstante, Stoker Lashly creyó que se veía como un «lugar triste». Las labores en tierra comenzaron con la construcción de las cabañas de la expedición en una península rocosa designada Hut Point. Scott había decidido que la tripulación debía continuar viviendo y trabajando a bordo del barco, así que permitió que el Discovery fuese congelado en el hielo del mar, permitiendo que el campamento principal se usara a manera de almacén y vivienda.
Del grupo entero, ninguno tenía experiencia en el uso de esquíes y solo Bernacchi y Armitage tenían habilidad con los trineos de perros. Los resultados de los primerizos esfuerzos de la tripulación respecto al perfeccionamiento de esas técnicas no fueron alentadores, y reforzaron por otra parte la preferencia de Scott de llevar a cabo las labores de expedición sin el uso de animales. Los peligros que implicaban las condiciones desconocidas se hicieron evidentes cuando, el 11 de marzo, un grupo que regresaba de un intento de viaje al cabo Crozier quedó atrapado en una pendiente de hielo durante una tormenta de nieve. En sus intentos por encontrar un suelo más seguro, uno de los miembros del grupo, el marinero George Vince, se deslizó por el borde de un acantilado y murió. Su cuerpo nunca fue hallado; una cruz con una singular inscripción, erigida en su memoria, permanece en la cima del promontorio de Hut Point.
Durante los meses invernales de mayo a agosto, los científicos estuvieron ocupados en sus laboratorios, mientras que el equipo y las tiendas restantes fueron preparados para las labores de la siguiente temporada. Para relajarse, se llevaron a cabo funciones amateur y actividades educativas en forma de lecturas. Un periódico, el South Polar Times fue editado en esa misma época por Shackleton. Las actividades en el exterior tampoco cesaron; hubo inclusive fútbol sobre hielo, además de que se siguieron realizando observaciones magnéticas y meteorológicas ya prestablecidas. Para cuando el invierno terminó, las carreras de trineo se reanudaron para probar el equipo y las raciones previo al viaje al sur que se tenía contemplado realizar y en el cual Scott, Wilson y Shackleton se hallaban involucrados. Mientras tanto, un grupo encabezado por Royds viajó al cabo Crozier para dejar un mensaje en el puesto ubicado ahí, y descubrió una colonia de pingüinos emperador. Otro grupo, liderado por Armitage, exploró el terreno en las montañas al occidente, regresando en octubre con los primeros síntomas de escorbuto a la expedición. Armitage luego atribuyó la causa del brote a la «objeción sentimental» de Scott para la masacre de animales con tal de obtener carne fresca. La alimentación de la expedición en su totalidad fue revisada al instante, logrando contener el brote poco después.

#### Viaje al sur
Scott, Wilson y Shackleton partieron el 2 de noviembre de 1902 con perros y algunos hombres de la tripulación. Su intención era «llegar lo más al sur que podamos en línea recta sobre la barrera de hielo, alcanzar el Polo si es posible o encontrar alguna nueva tierra». El primer logro significativo del viaje ocurrió el 11 de noviembre, cuando un grupo de apoyo sobrepasó el récord de «distancia recorrida más al sur» anteriormente logrado por Borchgrevink, de 78°50′ S. No obstante, la falta de experiencia con los perros comenzó a hacerse más evidente, haciéndose el progreso más lento. Una vez que regresaron los grupos de apoyo, el 15 de noviembre, el grupo de Scott comenzó a pasarse entre sí sus cargas (llevando la mitad primero, y luego regresando por la mitad restante), desplazándose por consiguiente tres millas por cada milla de progreso hacia el sur. Hubo algunos contratiempos respecto a la comida de los perros, por lo cual los animales comenzaron a debilitarse. Habiéndolo notado, Wilson se vio en la necesidad de matar a los más débiles para dárselos como comida a los otros. De forma similar, los hombres estaban padeciendo ceguera de nieve, congelamiento y síntomas iniciales de escorbuto. A pesar de ello, continuaron su recorrido hacia el sur de forma paralela a las montañas occidentales. La Navidad la celebraron con raciones dobles, y un pudín que Shackleton había guardado para la ocasión oculto con sus calcetines. El 30 de diciembre, sin haber dejado la barrera, alcanzaron su trayecto más al sur en 82°17′ S. Los problemas se multiplicaron en el viaje de regreso al campamento, pues los perros restantes murieron y Shackleton enfermó de escorbuto. La entrada del diario de Wilson del 14 de enero de 1903 reconoció que «todos tuvimos síntomas leves de escorbuto». Scott y Wilson continuaron junto con Shackleton (que era incapaz de continuar por cuenta propia) caminando de regreso al campamento y ocasionalmente usando el trineo. Finalmente, el grupo llegó al barco el 3 de febrero de 1903 después de haber recorrido 960 millas (1545 km) incluyendo paradas, en un viaje que duró 93 días con un promedio de más de 10 millas (16 km) recorridos por día.

### Llegada del barco de socorro
Durante la ausencia del grupo que partió hacia el Sur, el barco de socorro Morning llegó al campamento trayendo consigo más suministros. Los organizadores de la expedición habían asumido que el Discovery quedaría libre del hielo a principios de 1903, permitiéndole a Scott llevar a cabo más exploración y estudios marítimos antes de que el invierno llegara. En un inicio se dijo que el Discovery llegaría a Nueva Zelanda en marzo o abril, luego iría a Inglaterra por medio del Pacífico, continuando sus investigaciones magnéticas a lo largo del trayecto. El Morning se encargaría de proporcionar cualquier asistencia que Scott pudiera requerir durante este período.
No obstante, el plan se vino abajo cuando el Discovery continuó bloqueado firmemente por el hielo. Markham había anticipado con anterioridad esto, y el capitán del Morning, William Colbeck, llevaba consigo una carta secreta para Scott donde le autorizaba otro año en el hielo. Debido a la extensión inesperada de la expedición, algunos tripulantes vieron en el Morning una oportunidad para volver a sus hogares. Entre ellos, contra su voluntad, estaba el convaleciente Shackleton, quien Scott decidió que «no debería arriesgarse a más dificultades en su estado actual de salud». En ese instante, surgieron historias de un quebrantamiento en la relación entre Scott y Shackleton, mencionándose una supuesta disputa surgida durante el viaje al Sur que provocó un furioso intercambio de palabras. Algunos de esos detalles fueron detallados por Armitage, cuya relación con Scott se había deteriorado y quien, tras las muertes de Scott, Wilson y Shackleton, decidió revelar aún más información inédita sobre Scott. Otras fuentes indican que Scott y Shackleton permanecieron, a rasgos generales, en buenos términos por algún tiempo; Shackleton recibió a la expedición tras su llegada a Inglaterra en 1904, y poco después escribió una carta muy cordial a Scott.

### Segundo año
Una vez que finalizó la temporada invernal de 1903, Scott comenzó los preparativos para el segundo viaje principal de la expedición: el ascenso de las montañas occidentales y la exploración del interior de la Tierra de Victoria. El grupo de reconocimiento guiado por Armitage un año antes había sido pionero en el uso de una ruta hasta la altitud de 8900 pies (2713 m) antes de regresar, aunque Scott deseaba avanzar hacia el oeste desde este punto, y si era posible llegar a la ubicación del Polo Sur Magnético. Después de un comienzo en falso debido a trineos defectuosos, un grupo que incluía a Scott, Lashly y Edgar Evans partió del Discovery el 26 de octubre de 1903.

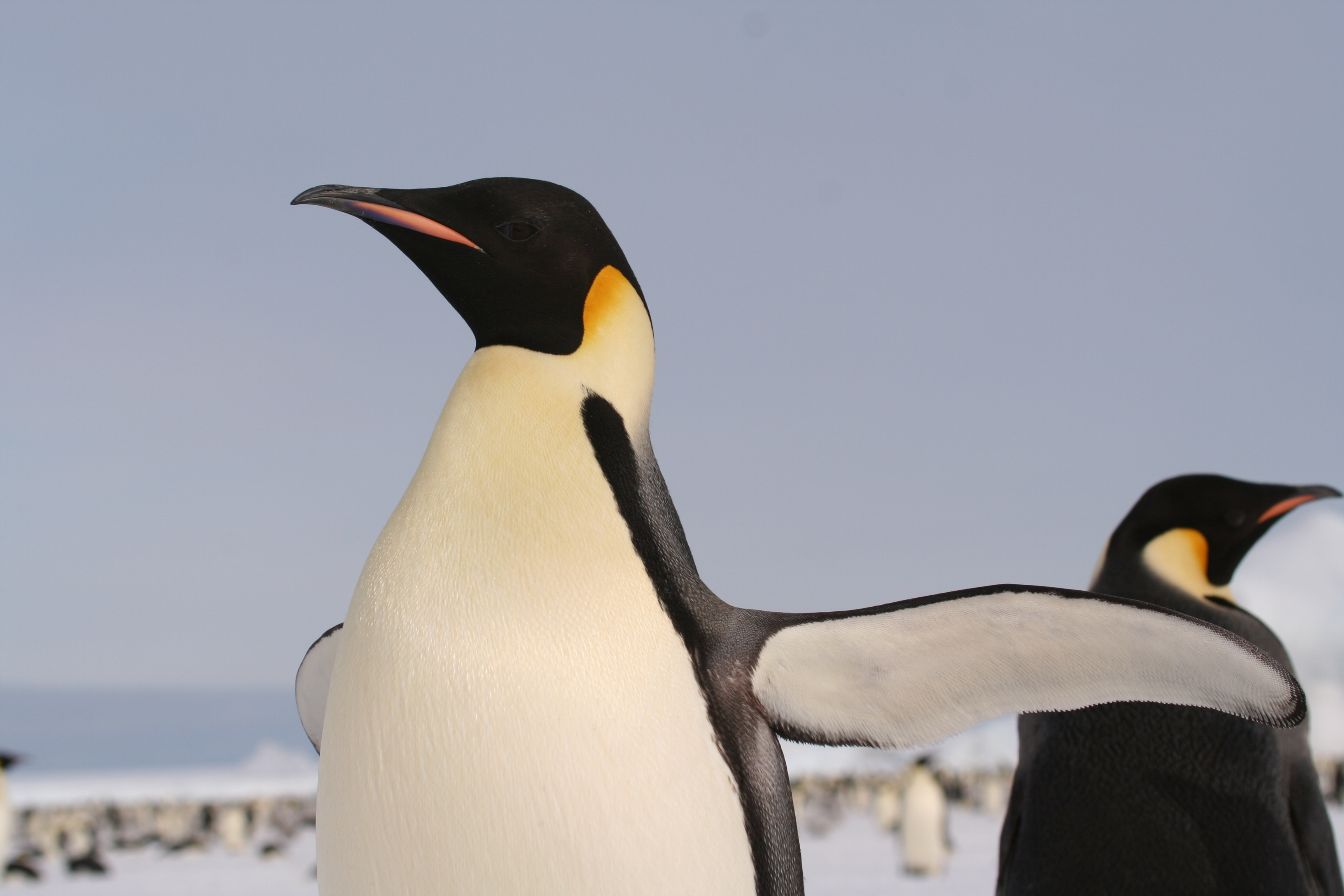
Fotografía de pingüinos emperador. En octubre de 1902, un grupo encabezado por Charles Royds descubrió una colonia de estas aves en cabo Crozier.

Tras ascender un gran glaciar, el cual bautizaron en honor del geólogo del grupo Ferrar, alcanzaron una altura de 7000 pies (2134 m) antes de pasar una semana entera en el interior de un campamento debido a las tormentas de nieve. No fue sino hasta el 13 de noviembre que finalmente lograron alcanzar la cima del glaciar, ante la presencia de las ventiscas. Luego marcharon más allá del furthest point de Armitage, descubriendo en su trayecto la meseta polar y convirtiéndose en el primer grupo en recorrerla. Tras el regreso de los grupos de apoyo y geológicos, Scott, Evans y Lashly continuaron hacia el oeste a través de la llanura por otros ocho días, cubriendo una distancia de aproximadamente 150 millas para alcanzar así su mayor trayecto hacia el oeste el 30 de noviembre. Habiendo perdido sus tablas de navegación en un vendaval durante el ascenso al glaciar, no sabían dónde se encontraban con exactitud, y no tenían siquiera alguna pista geográfica que les ayudara a fijar una posición. El viaje de retorno al glaciar Ferrar se llevó a cabo en condiciones que los limitaron a un avance nunca mayor a una milla por hora, mientras que sus suministros escaseaban y todos dependían de la regla del pulgar aplicada a la navegación de Scott. En el descenso del glaciar, Scott y Evans sobrevivieron a una caída potencialmente fatal dentro de una grieta, antes del hallazgo de una región completamente libre de hielo o valle seco, un fenómeno antártico pocas veces visto. Lashly describió este lugar como un «sitio espléndido para cultivar patatas». El 24 de diciembre el grupo llegó al Discovery tras un viaje de ida y vuelta de 700 millas recorridas en un total de 59 días. Su promedio diario de más de 14 millas recorridas en este viaje sin el uso de animales resultó ser significativamente mejor que la cantidad lograda con el uso de perros en el anterior viaje invernal al sur, un hecho que a la larga fortalecería los prejuicios de Scott contra la incorporación de perros en las expediciones. El historiador polar David Crane catalogó a este viaje al oeste como «uno de los mejores viajes en toda la historia polar».
Varios viajes alternativos se hicieron durante la ausencia de Scott. Roys y Bernacchi viajaron por 31 días en la barrera de hielo con una dirección hacia el sureste, logrando observar su naturaleza uniformemente llana y realizando algunas lecturas magnéticas adicionales. Otro grupo a su vez exploró desde el glaciar Koettlitz hasta las regiones al suroeste, mientras que Wilson viajó al cabo Crozier para observar de cerca la colonia de pingüinos emperador.

### Segunda expedición de ayuda

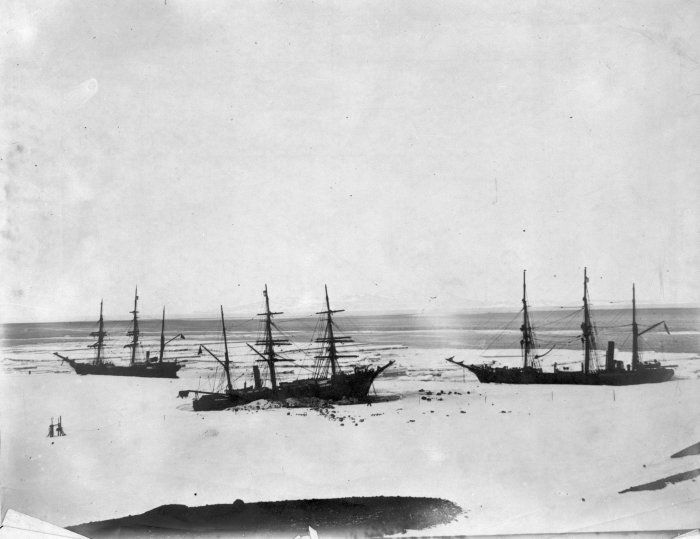
Los barcos Discovery, Morning y Terra Nova durante la expedición.

Scott esperaba que tras su regreso el Discovery estaría liberado del hielo, sin embargo esto no ocurrió. Para liberar el barco del hielo ya trabajaba con sierras especiales, pero tras 12 días de labores solamente se logró un par de cortes paralelos de 450 pies (137 m) desde la superficie acuática. El 5 de enero de 1904, el barco de relevo Morning retornó, esta vez junto con un segundo barco, el Terra Nova. Colbeck tenía instrucciones firmes del Almirantazgo de que si el Discovery no podía ser liberado para una fecha determinada entonces sus tripulantes debían abandonar la nave y su carga sería trasladada a Inglaterra a bordo de los dos barcos de ayuda. Este ultimátum se debió primordialmente a la dependencia de Markham de la tesorería en relación con los costos de esta segunda expedición de ayuda, ya que los fondos de la expedición eran escasos o nulos. Debido a esto, el Almirantazgo se encargaría de los costos solo bajo sus propios términos.
El plazo máximo para llevar a cabo la liberación del Discovery fue acordada oficialmente por los tres capitanes el 25 de febrero, y a partir de esa fecha comenzó la carrera contra el tiempo para los barcos de relevo en su misión de liberar al Discovery, aún estacionado en Hut Point. A manera de precaución, Scott comenzó a trasladar sus especímenes científicos a los otros barcos. Se usaron explosivos para romper el hielo aunado al trabajo realizado por los grupos de relevo sin embargo, si bien los barcos Morning y Terra Nova cada vez estaban más cerca del Discovery, para finales de enero el Discovery aún era detenido por el hielo, a dos millas (aproximadamente 3 km) de los barcos de ayuda. El 10 de febrero, Scott aceptó que tendría que abandonar la nave de la expedición, sin embargo cuatro días después la mayor parte del hielo repentinamente se quebró por lo que los barcos de relevo pudieron finalmente posicionarse junto al Discovery. Una última carga explosiva removió el hielo restante el 16 de febrero y, al día siguiente, tras un último imprevisto cuando el barco cayó a un banco de forma temporal, el Discovery comenzó su viaje de regreso a Nueva Zelanda.

## Retorno
En su regreso a Inglaterra, al principio la recepción de la expedición fue discreta. Markham estuvo presente en el arribo del barco en Portsmouth el 10 de septiembre de 1904, sin embargo ningún dignatario recibió al grupo de expedición cuando este llegó a Londres unos días después. A pesar de lo anterior, sí hubo un considerable entusiasmo por parte del público a la llegada del Discovery, a lo cual le siguió una serie de reconocimientos oficiales. Scott fue promovido rápidamente al rango de capitán e invitado al castillo de Balmoral para reunirse con el rey Eduardo VII, quien lo nombró un comandante de la Real Orden Victoriana (CVO, por sus siglas en inglés). Asimismo, obtuvo numerosas medallas y galardones del exterior, entre las cuales se incluyó la Legión de Honor francesa. A los otros oficiales y tripulantes de la expedición se los reconoció con medallas polares y ascensos de rango.
Los principales logros geográficos de la Expedición Discovery fueron el descubrimiento de la Tierra de Eduardo VII, el ascenso de las montañas occidentales y el posterior hallazgo de la Meseta Polar, el primer viaje en trineo en la meseta y el viaje a la barrera hasta un Farthest South de 82°17′ S. Asimismo, se estableció la naturaleza de la isla de Ross, y se fijó la ubicación de las Montañas Transantárticas a 83° S, además de calcularse las posiciones y alturas de más de 200 montañas. Muchos otros rasgos y parajes fueron identificados y bautizados, y se contó con un extenso trabajo de investigación costera.
Hubo también descubrimientos de una especial importancia científica. Entre ellos se incluyeron los valles secos de McMurdo en las montañas occidentales, la colonia de pingüinos emperador en el cabo Crozier, la evidencia científica de que la barrera de Ross era una plataforma de hielo flotante, y un fósil de una hoja descubierto por Ferrar que ayudó a establecer la relación de la Antártida con el súpercontinente Gondwana. Miles de especímenes geológicos y biológicos fueron recabados, y se identificaron nuevas especies marinas. Además, la ubicación del Polo Sur Magnético pudo ser calculada con una precisión razonable.
Cabe señalarse que el hidrógrafo William Wharton, anterior jefe de Hidrografía de la Marina (y antiguo rival de Scott), ratificó en su momento los resultados científicos de la Expedición Discovery. No obstante, cuando se publicaron los resultados meteorológicos, la precisión de la información fue objeto de discusión entre varios científicos, incluyendo el presidente de la Sociedad de Física de Londres, el doctor Charles Chree. Scott defendió el trabajo de su equipo, aunque reconoció en privado que la labor de Royds en este campo había sido «terriblemente descuidada».
El fallo en evitar el escorbuto se debió a la ignorancia médica de las causas de la enfermedad más allá de haber sido culpa de la expedición. En ese entonces, se sabía que una dieta basada en el consumo de carne fresca podía proporcionar una cura, pero desconocían que la ausencia de carne era una de las causas del padecimiento. Por lo tanto, se llevó carne fresca de foca en el viaje al sur «en caso de que seamos atacados por escorbuto». En su Expedición Nimrod de 1907-09, Shackleton evitó la enfermedad a través de una provisión dietética cuidadosa, que incluía carne de foca y de pingüino. A pesar de ello, el teniente Edward Evans casi murió de escorbuto durante la Expedición Terra Nova de 1910-13, y la enfermedad tuvo efectos devastadores incluso en el Equipo del mar de Ross durante 1915-16. Permaneció como un peligro latente hasta que sus causas fueron finalmente esclarecidas, unos 25 años después de la Expedición Discovery.

## Legado
La Marina Real le permitió a Scott escribir el reporte oficial de la expedición, The Voyage of the Discovery, que fue publicado en 1905 y del cual se vendió una buena cantidad de ejemplares. No obstante, la mención en la obra del distanciamiento con Shackleton durante el viaje al sur provocó un desacuerdo entre este y Scott, principalmente en torno a la versión de Scott sobre el tiempo que tuvieron que cargarlo en el trineo durante ese viaje. De hecho, se hallaba inherente en el reporte que el distanciamiento de Shackleton había causado el récord de trayecto al sur relativamente mediocre.
Scott en algún momento retomó su carrera naval, primero como asistente del director de Inteligencia Naval y luego, en agosto de 1906, como capitán del buque insignia HMS Victorious del contraalmirante George Egerton. Para entonces, Scott era considerado como un héroe nacional, a pesar de su aversión a la atención pública, mientras que la Expedición Discovery era presentada al público como un triunfo. Esta euforia no era conducente al análisis objetivo o a una evaluación reflexiva de las fortalezas y debilidades de la expedición en sí. En particular, la glorificación de Scott en torno a los viajes polares sin el uso de animales como algo intrínsecamente más noble que otras técnicas de viaje en hielo condujo a una desconfianza general en los métodos que tenían que ver con el uso de esquíes y perros, una concepción que se tendría en cuenta en futuras expediciones. Esto desconcertó a viajeros experimentados del hielo como Fridtjof Nansen, cuyos consejos en esos asuntos eran usualmente buscados, pero con frecuencia eran rechazados.
La Expedición Discovery condujo asimismo al reconocimiento de aquellos que participaron en ella, y varios de ellos participarían luego ya sea patrocinando o guiando otras expediciones en los próximos quince años. Además de Scott y Shackleton, Frank Wild y Ernest Joyce, de la cubierta baja, regresaron en repetidas ocasiones al hielo, al parecer siendo incapaces de evitar que esto se convirtiera en una nueva forma de vida. William Lashly y Edgar Evans, compañeros de Scott en el viaje al occidente en 1903, volvieron a trabajar junto con Scott en los planes futuros de este convirtiéndose en sus compañeros regulares de expedición. Tom Crean igualmente participó con Scott y Shackleton en posteriores expediciones. Edward Evans, el primer oficial en el barco de relevo Morning, comenzó de forma semejante a pensar en su propia expedición, antes de unirse con Scott en otra expedición en 1910.
Poco después de reanudar sus labores navales, Scott le reveló a la Royal Geographical Society sus intenciones de volver a la Antártida, pero eso no se dio a conocer en público en ese entonces. Scott fue anticipado por Shackleton, quien en 1907 anunció sus planes de dirigir una expedición con los objetivos afines de alcanzar tanto el Polo Sur geográfico como el magnético. Bajo coacción, Shackleton aceptó no trabajar desde el estrecho de McMurdo, el cual Scott decía que era su «esfera» personal de trabajo. A pesar de ello, no pudiendo hallar un lugar seguro alternativo para acampar, Shackleton se vio obligado a romper su promesa. Su expedición logró ser muy exitosa, alcanzando un trayecto máximo al sur de 88°23′ S, a menos de 100 millas geográficas del Polo Sur, mientras que su grupo de expedición al norte logró llegar a la ubicación del Polo Sur Magnético. Sin embargo, el incumplimiento de la promesa originó una rotura de relaciones aún más evidente entre Scott y Shackleton; poco después, Scott llamó «mentiroso y truhan» a su excompañero del Discovery.
Los planes de Scott posteriormente se volvieron más ambiciosos: ahora su principal objetivo era conquistar el Polo Sur con ayuda de una expedición a gran escala de tipo científica y geográfica. Adicionalmente, insistió en evitar que asociaran a esta expedición con algo de carácter «aficionado», como había ocurrido con las críticas al trabajo científico de la Expedición Discovery. Para ello, contrató a Edward Wilson como su científico principal, y luego Wilson se encargó de elegir a un equipo experimentado de colegas. La expedición partió en junio de 1910 en el Terra Nova, uno de los barcos de relevo del Discovery. Su propósito se vio truncado por el arribo simultáneo en la región antártica de la expedición noruega de Roald Amundsen, cuyo grupo logró finalmente la conquista del Polo Sur el 14 de diciembre de 1911. Si bien la expedición de Amundsen regresó a salvo a su país de procedencia, esto no ocurrió con la misión de Scott quien, junto a cuatro compañeros (incluyendo a Wilson), llegó al Polo Sur el 17 de enero de 1912 y murió en el viaje de retorno al campamento base.

## Lectura complementaria
- Landis, Marilyn J. (2003), Antarctica: Exploring the Extreme: 400 Years of Adventure (en inglés), Chicago: Chicago Review Press, ISBN 1-55652-480-3, OCLC 53099467.
- Seaver, George (2003), Edward Wilson of the Antarctic (en inglés), John Murray, OCLC 220764580.
- Skelton, Reginald William (2004),  Skelton, Judy V., ed., The Antarctic Journals of Reginald Skelton: 'Another Little Job for the Tinker (en inglés), Reardon Publishing, ISBN 1-873877-68-4, OCLC 57360662.
- Wilson, David M.; Skelton, Judy V.; Wilson, Edward Adrian (2001), Discovery Illustrated: Pictures from Captain Scott's First Antarctic Expedition (en inglés), Reardon Publishing, ISBN 1-873877-48-X, OCLC 647285752.